# Chamaeza nobilis
El tovacá noble (Chamaeza nobilis), también denominado rasconzuelo estriado (en Perú y Ecuador), tovaca estriada (en Colombia) o chululú estriado, es una especie de ave paseriforme perteneciente al género Chamaeza de la familia Formicariidae. Es nativa de la Amazonia occidental en América del Sur.

## Distribución y hábitat
Se distribuye desde el sureste de Colombia, este de Ecuador y este de Perú hacia el sur hasta el extremo noroeste de Bolivia y hacia el este hasta la orilla izquierda del río Tapajós en Brasil.
Vive en la terra firme del bosque húmedo, por debajo de 1 000 m de altitud.

## Descripción
Mide 22 a 23  cm de longitud. Partes  superiores color marrón con matices rubescentes, con la corona más oscura; presenta línea posocular y mancha loreal blancas; garganta blancuzca; pecho y vientre color crema blancuzco.

## Sistemática

### Descripción original
La especie C. nobilis fue descrita por primera vez por el naturalista británico John Gould en 1855 bajo el mismo nombre científico; localidad tipo «Chamicuros, Perú».

### Taxonomía
La subespecie fulvipectus difiere vocalmente de las otras y posiblemente sea una especie separada; sin embargo, la identidad subespecífica de las aves del centro oriente de la Amazonia brasileña es incierta (del río Purús hacia el este hasta el Madeira). Son necesarios más estudios.

### Subespecies
Según la clasificación del Congreso Ornitológico Internacional (IOC) (Versión 7.1, 2017) y Clements Checklist v.2016,  se reconocen 3 subespecies, con su correspondiente distribución geográfica:
- Chamaeza nobilis rubida J. T. Zimmer, 1932 – norte del río Amazonas en el sureste de Colombia, este de Ecuador y noreste de Perú; presumiblemente también en el adyacente oeste de Brasil.
- Chamaeza nobilis nobilis Gould, 1855 – sur del Amazonas desde el este de Perú (al sur desde el valle de Huallaga hacia el este hasta el centro oeste de Brasil (al este, al menos hasta el río Purús, probablemente hasta el Madeira) y hacia el sur hasta el extremo noroeste de Bolivia.
- Chamaeza nobilis fulvipectus Todd, 1927 – centro norte de Brasil en Santarem, orilla izquierda del Tapajós; probablemente también incluyendo aves al oeste hasta el Madeira y posiblemente aquellas del norte de Rondônia.